# Copa do Uzbequistão
A Copa do Uzbequistão (Uzbekistan Cup) é o segundo torneio de futebol mais importante do Uzbequistão, porém a competição não é reconhecida pela FIFA. Foram 50 edições durante os 53 anos de permanência do país na União Soviética (URSS). Após a independência, em 1992, foram 17 edições.

## Campeões

### Integrante da União Soviética
Esses são os campeões da Copa do Uzbequistão durante a permanência na União Soviética:
| - 1939: Dinamo Tashkent - 1940: Dinamo Tashkent - 1941: Não houve disputa - 1942: Dinamo Tashkent - 1943: Dinamo Tashkent - 1944: Khar'kovskoye Tankovoye Uchilishche Chirchik - 1945: Khar'kovskoye Tankovoye Uchilishche Chirchik - 1946: DO Tashkent - 1947: Pishchevik Tashkent - 1948: Avtozavod im. Chkalova Tashkent - 1949: Dinamo Tashkent - 1950: Start Tashkent - 1951: Start Tashkent - 1952: Dinamo Tashkent - 1953: Khimik Chirchik - 1954: ODO Tashkent - 1955: Spartak Samarkand | - 1956: Sbornaya Fergany - 1957: Khimik Chirchik - 1958: Mekhnat Tashkent - 1959: Khimik Chirchik - 1960: SKA-2 Tashkent - 1961: Vostok Yangiabad - 1962: Sokol Tashkent - 1963: Tekstilshchik Tashkent - 1964: Tashkentkabel' Tashkent - 1965: Tashkabel' Tashkent - 1966: Zvezda Tashkent - 1967: Vostok Tashkent - 1968: Tashkabel' Tashkent - 1969: Zvezda Tashkent - 1970: DYuSSh-2 Tashkent - 1971: SKA Tashkent - 1972: Lenin-yuly Karshi - 1973: Stroitel' Samarkand - 1974: Tong Karshi | - 1975: Traktor Tashkent - 1976: Narimanovets Khorezmskaya Obl. - 1977: Karshistroy Karshi - 1978: Khorezm (Kolkhoz im. Narimanova) - 1979: Khizar Shakhrisabz - 1980: Khiva - 1981: Não houve disputa - 1982: Não houve disputa - 1983: Tselinnik Turtkul' - 1984: Avtomobilist Fergana - 1985: Metalourg Bekabad - 1986: Avtomobilist Tashkent - 1987: Avtomobilist Tashkent - 1988: Avtomobilist Tashkent - 1989: Korazhida Ferganskaya Oblast' - 1990: Metalourg Bekabad - 1991: Instrumental'shchik Tashkent |

### Após a independência
Esses são os resultados das finais da Copa do Uzbequistão após a saída da União Soviética:
| Ano                | Classificação final | Classificação final | Classificação final  | Classificação final     | Classificação final     | Classificação final |
| Ano                | Campeão             | Resultado           | Vice-campeão         | Terceiro colocado       | Quarto colocado         | Partic.             |
| ------------------ | ------------------- | ------------------- | -------------------- | ----------------------- | ----------------------- | ------------------- |
| 1992 detalhes      | Navbahor Namangan   | 0 – 0 6 – 5 (pen)   | Temiryulchi Qoqon    | Neftchi Farg'ona        | Maroqand Samarqand      | 32                  |
| 1993 detalhes      | Pakhtakor           | 3 – 0               | Navbahor Namangan    | Neftchi Farg'ona        | Atlaschi Marg'ilon      | 32                  |
| 1994 detalhes      | FK Neftchy Farg'ona | 2 – 0               | FK Yangier           | Navbahor Namangan       | Pakhtakor               | 32                  |
| 1995 detalhes      | Navbahor Namangan   | 1 – 0               | MHSK Toshkent        | So'Gdiyona Jizzax       | Neftchi Farg'ona        | 42                  |
| 1996 detalhes      | FK Neftchy Farg'ona | 0 – 0 5 – 4 (pen)   | Pakhtakor            | Dustlik Toshkent region | M.X.S.K. Toshkent       | 42                  |
| 1997 detalhes      | Pakhtakor           | 3 – 2 (pro)         | FK Neftchy Farg'ona  | Navbakhor Namangan      | Dustlik Tashkent region | 32                  |
| 1998 detalhes      | Navbahor Namangan   | 2 – 0               | FK Neftchy Farg'ona  | Pakhtakor               | Traktor Tashkent        | 32                  |
| 1999-2000 detalhes | Dustlik             | 4 – 1               | FK Samarqand-Dinamo  | Neftchi Fergana         | Nasaf Karshi            | 34                  |
| 2001 detalhes      | Pakhtakor           | 2 – 1               | FK Neftchy Farg'ona  | Nasaf Qarshi            | FK Bukhoro              | 16                  |
| 2001-2002 detalhes | Pakhtakor           | 6 – 3 (pro)         | FK Neftchy Farg'ona  | Qyzylqum Zarafshon      | Nasaf Qarshi            | 32                  |
| 2002-2003 detalhes | Pakhtakor           | 3 – 1               | Nasaf Qarshi         | Surxon Termiz           | Navbahor Namangan       | 41                  |
| 2004 detalhes      | Pakhtakor           | 3 – 2               | Traktor Tashkent     | Mash'al Muborak         | Neftchi Farg'ona        | 40                  |
| 2005 detalhes      | Pakhtakor           | 1 – 0               | FK Neftchy Farg'ona  | FJ Buxoro               | Navbahor Namangan       | 32                  |
| 2006 detalhes      | Pakhtakor           | 2 – 0               | Mash'al Mubarek      | Neftchi Farg'ona        | Traktor Toshkent        | 31                  |
| 2007 detalhes      | Pakhtakor           | 0 – 0 7 – 6 (pen)   | FC Quruvchi Tashkent | Neftchi Farg'ona        | Mash'al Muborak         | 32                  |
| 2008 detalhes      | Bunyodkor           | 3 – 1 (pro)         | Pakhtakor            | O.T.M.K. Olmaliq        | Neftchi Farg'ona        | 32                  |
| 2009 detalhes      | Pakhtakor           | 1 – 0               | Bunyodkor            | Neftchi Farg'ona        | Nasaf                   | 32                  |
| 2010 detalhes      | Bunyodkor           |                     |                      |                         |                         |                     |
| 2011 detalhes      | Pakhtakor           |                     |                      |                         |                         |                     |
| 2012 detalhes      | Bunyodkor           |                     |                      |                         |                         |                     |
| 2013 detalhes      | Bunyodkor           |                     |                      |                         |                         |                     |
| 2014 detalhes      | Lokomotiv Tashkent  |                     |                      |                         |                         |                     |

### Por equipe (após a independência)
| Equipe               | Campeão | Campeão                                                                    | Vice-campeão | Vice-campeão                       |
| Equipe               | Nº      | Temporadas                                                                 | Nº           | Temporadas                         |
| -------------------- | ------- | -------------------------------------------------------------------------- | ------------ | ---------------------------------- |
| Pakhtakor            | 11      | 1993, 1997, 2001, 2001-2002, 2002-2003, 2004, 2005, 2006, 2007, 2009, 2011 | 2            | 1996 e 2008                        |
| Bunyodkor            | 4       | 2008, 2010, 2012, 2013                                                     | 1            | 2009                               |
| Navbahor Namangan    | 3       | 1992, 1995 e 1998                                                          | 1            | 1993                               |
| FK Neftchy Farg'ona  | 2       | 1994 e 1996                                                                | 5            | 1997, 1998, 2001, 2001-2002 e 2005 |
| Lokomotiv Tashkent   | 1       | 2014                                                                       |              |                                    |
| Dustlik              | 1       | 1999-2000                                                                  |              |                                    |
| Temiryulchi Qoqon    |         |                                                                            | 1            | 1992                               |
| FK Yangier           |         |                                                                            | 1            | 1994                               |
| MHSK Toshkent        |         |                                                                            | 1            | 1995                               |
| FK Samarqand-Dinamo  |         |                                                                            | 1            | 1999-2000                          |
| Nasaf Qarshi         |         |                                                                            | 1            | 2002-2003                          |
| Traktor Tashkent     |         |                                                                            | 1            | 2004                               |
| Mash'al Mubarek      |         |                                                                            | 1            | 2006                               |
| FC Quruvchi Tashkent |         |                                                                            | 1            | 2007                               |